# Henrique I de Castela
Henrique I de Castela (1204 — 1217) foi rei de Castela entre 1214 e a sua morte. Era filho de Afonso VIII de Castela e da sua esposa Leonor Plantageneta (filha de Henrique II da Inglaterra e de Leonor da Aquitânia).
Henrique tornou-se herdeiro do trono quando o seu irmão mais velho, Fernando, faleceu subitamente, em 1211. Quando o seu pai faleceu, em 1214, Henrique contava apenas dez anos de idade. A regência do reino foi inicialmente confiada à sua mãe Leonor Plantageneta, mas com a sua morte após 24 dias, foi assumida pela sua irmã mais velha, Berengária de Castela, outrora casada com Afonso IX de Leão.
Berengária teve de enfrentar as intrigas da nobreza castelhana, principalmente do conde Álvaro Nunes de Lara, acabando por lhe ceder a tutela do jovem rei. Mas esta situação gerou novos conflitos entre os poderosos do reino, que não aceitavam este acrescido poder à família Casa de Lara.
Uma vez conseguida a tutela, o conde enfrentou abertamente Berengária, pretendendo casar Henrique com Mafalda de Portugal, infanta portuguesa, filha do rei D. Sancho I de Portugal. Em 1215, Henrique casa-se com D. Mafalda de Portugal, mas quando o papa Inocêncio III se recusou a sancionar este matrimónio por motivos de consanguinidade, a união, nunca consumada devido à idade dos jovens noivos, foi dissolvida em 1216.
O conde de Lara aproximou-se então de Afonso IX de Leão, pretendendo o casamento do jovem rei com a sua filha D. Sancha. Mas antes de celebrar este novo matrimónio, Henrique faleceria em Palência, em 1217, com apenas treze anos de idade. Quando brincava com outros jovens nobres, uma telha de uma das torres do palácio episcopal da cidade caíu acidentalmente na sua cabeça.
A sua morte apresentou um problema sucessório. Mais uma vez Berengária foi a escolhida, desta vez para a sucessão, mas logo de imediato abdicou a favor de Fernando III, seu filho com Afonso IX de Leão, que viria a unir definitivamente as duas coroas.